# José Antônio de Souza
José Antônio de Souza (Januária, 25 de outubro de 1943 — São Paulo, 16 de julho de 2019), foi um roteirista e autor de novelas telenovelas brasileiro. Foi coautor de "Rainha da Sucata" e autor principal de "Tudo ou Nada" na Rede Manchete.
Foi o roteirista do filme Reflexões de um Liquidificador.

## Telenovelas
- 1986 - Tudo ou Nada [3]
- 1990 - Rainha da Sucata, com Silvio de Abreu e Alcides Nogueira. [5][6][7]